# 1953年簡易程序司法管轄權法令（北愛爾蘭）
《1953年簡易程序司法管轄權法令（北愛爾蘭）》（英語：Summary Jurisdiction Act (Northern Ireland) 1953；1953 c. 3）是北愛爾蘭議會的一項法令，旨在限制有關北愛爾蘭法院程序的新聞自由。它禁止新聞界發布任何啟案陳述，並授予裁判官禁止發布任何證據的酌情決定權。